# Maianthemum hondoense
Maianthemum hondoense là một loài thực vật có hoa trong họ Măng tây. Loài này được (Ohwi) LaFrankie mô tả khoa học đầu tiên năm 1986.